# Estratis
Estratis (en griego antiguo: Στράττις) fue un ateniense autor de Comedia antigua. Según la Suda, floreció después de Calias Esquenio. Es probable que sus obras fueran interpretadas en la 92.ª Olimpiada, es decir, el 421 a. C.
Algunos autores lo llaman, incorrectamente, Estrato. Algunos estudiosos creían que los poetas cómicos Estratón y Estratis eran la misma persona, pero ahora la mayoría de los clasicistas consideran que esta idea es incorrecta.

## Datación
Estratis fue contemporáneo de Sanirio y de Fililio, a los que atacó en sus obras. La obra en la que atacó a Fililio fue Potamioi. Según el escoliasta de Aristófanes, fue representada antes que Las asambleístas de Aristófanes, y por tanto no pudo ser más tarde de 394-393 a. C. También atacó, en Anthroporrhaistes, a Hegeloco, actor del Orestes de Eurípides. Por tanto, esta obra se interpretó después de 408 a. C., el año en que se interpretó Orestes.
Estratis estaba interpretando sus obras al final de la 99.ª Olimpiada, es decir en 380 a. C., cuando atacó a Isócrates por su atracción por Lagisca cuando estaba muy avanzado en años.

## Un fragmento
Fragmento que informa de cómo se llevaba el peplo de Atenea en la procesión de las Panateneas:

τὸν πέπλον δὲ τοῦτον ἕλκουσ' 

ὀνεύοντες τοπείοις ἄνδρες ἀναρίθμητοι εἰς ἄκρον 

ὥσπερ ἱστίον τὸν ἱστόν.
Izan este peplo 

innumerables hombres colgándolo con cuerdas de lo alto 

del mástil como una vela.
Estratis (Fr 31 Kassel-Austin)

## Títulos y fragmentos conservados
La Suda da esta lista de obras:
- El Orestes humano (Ἀνθρωπορραιστής)
- Atalanta (Ἀταλάντη)
- Los buenos or La desaparición del dinero (Ἀγαθοί ἤτοι Ἀργυρίου ἀφανισμός)
- Ifigeron (Ἰφιγέρων)
- Calípides (Καλλιππίδης)
- Cinesias (Κινησίας)
- Limnomedón (Λιμνομέδων)
- Macedonios o Pausanias (Μακεδόνες ἢ Παυσανίας)
- Medea (Μήδεια)
- Troilo (Τρωΐλος)
- Fenicias (Φοίνισσαι)
- Filoctetes (Φιλοκτήτης)
- Crisipo (Χρύσιππος)
- Psicastas (Ψυχασταί)

La lista es incompleta, porque otros autores mencionan estas otras obras:
- Zópiro en llamas (Ζώπυρος Περικαιόμενος)
- Mirmidones (Μυρμιδόνες)
- Potamios (Ποτάμιοι)
- Pitisio (Πυτίσιος)